# 매화역
매화역(Maehwa station, 梅花驛)은 경상북도 울진군 매화면에 있는 동해선의 철도역이다.

## 연혁
- 2025년 1월 1일 : 개통과 함께 누리로 정차
- 2025년 3월 1일 : ITX마음 정차 개시
- 2025년 12월 : KTX-이음 운행 개시 (예정)

## 역 구조

### 승강장
| ↑ 기성 |
|        |
| 울진 ↓ |

| 1 | 동해선 | 누리로 · ITX-마음 | 부전 · 강릉 방면 |

## 역 주변
- 덕신해수욕장
- 오산항

## 인접한 역
| 동해선         | 동해선          | 동해선         |
| -------------- | --------------- | -------------- |
| 기성 부전 방면 | ITX-마음 동해선 | 울진 강릉 방면 |
| 기성 부전 방면 | 누리로 동해선   | 울진 강릉 방면 |